# NPC (ミーム)
NPC（エヌピーシー、[ɛn.pi.si]、英: NPC (meme)）とは、ノンプレイヤーキャラクターに由来し、自分で考えることがない人々を表すインターネット・ミームである。これは、内観や自己内コミュニケーションが欠如している人々、あるいは、自己同一性が完全に周囲環境と消費する情報によって決定され、その人自身による意識的な情報処理や判断が行われていないとされる人々を指すことがある。このミームは、2022年に「NPCストリーマー」の台頭により、TikTokでさらにウイルス的な人気を得た。グラフィック的にウォジャックミームに基づくNPCミームは、2016年7月に匿名の作者によって作成され、画像掲示板4chanで初めて公開され、そこでミームの背後にある考えとインスピレーションが紹介された。
政治的には、権威、「集団思考」、または服従と従順を示すような立場を疑問視しない人々を描写するために、アンチ・エスタブリッシュメント的な見解を持つ人々によってしばしば使用されてきた。
NPCはドナルド・トランプの大統領任期中に広く注目を集めた。2018年10月、このミームは多くのニュースメディアによって取り上げられ、その中には『ザ・ヴァージ』、BBC、そして『ニューヨーク・タイムズ』が含まれ、後者はこれを「プロ・トランプ・インターネット」の間で人気のある侮辱表現であり、「極右コメンターたちの集団的なマスコット」と呼んだ。翌月、インフォウォーズはNPCミームの作成を促進するコンテストを開催し、優勝作品はトランプによってTwitter（現・X）で支持された。

## 歴史
2016年、この概念は匿名ユーザーによる4chanの投稿で復活し、NPCミームを開始した。「あなたはNPCですか？」と題されたその投稿は、「自分らしくあれ」などのフレーズを繰り返し使用することで、ビデオゲームのノンプレイヤーキャラクターのように行動する個人の振る舞いを詳述し、NPCミームが描写しようとする人々について、以下の説明で締めくくられた。
NPCミームのキャラクターデザインはウォジャック に基づいており、これは、2010年にMicrosoft Paintで作成されたミームである。NPCミームとは異なり、ウォジャックミーム（Feels Guyとしても知られる）は、最初に画像ホスティングウェブサイトのvichanに登場し、主に感情、特に憂鬱や後悔の表現に使用されてきた。
NPCミームは、極右のインターネット空間で人気を得て、保守的な政治的見解を共有しない人々、特に自由主義者を表現するために使用された。『ニューヨーク・タイムズ』のケビン・ルースは、これを「オンラインの極右コメンターたちの集団的なマスコット」と呼んだ。2018年中間選挙に向けた数週間の間、NPCミームは注目すべき関心を集め、メディアでの報道が比較的多く、新しいNPCミームがオンラインで公開され、いくつかの顕著な出来事があった。2018年10月後半には、NPCミームに基づく多くのアニメーション動画がYouTubeにアップロードされ、「NPC Wojak」という用語のGoogle検索は同時期にピークを迎えた。2018年10月、自身をNPCとして表現する多数のTwitterアカウントが作成され、その後1,500以上のそのようなアカウントがTwitterによって禁止された。11月には、極右のインフォウォーズが、NPCミームの作成を促進するコンテストを開催した。「Carpe Donktum」というTwitterユーザーによる優勝作品は、その後、2019年2月に当時のアメリカ合衆国大統領ドナルド・トランプによってリツイートされたが、著作権侵害で削除された。同時期に、当時のアイオワ州選出の下院議員スティーブ・キングの再選キャンペーンも、現職の民主党議会議員を標的としたNPCミームをツイートした。
検索語「NPC Wojak」の検索数は、2019年を通じて比較的一定を保ったが、2018年10月初旬から11月中旬のピーク時と比べると大幅に低いレベルであった。
NPCミームは、ウォジャックミームの6年後に作成されたが、ウォジャックミームと比較して急速に注目を集めた。ミームコミュニティKnow Your Memeのウェブサイトでは、2019年12月31日時点で、NPCミームは858,000ページビュー、33のビデオ、597の画像、749のコメントを記録した。これは、NPCの基となったウォジャックミームの787,000ページビュー、6のビデオ、332の画像、47のコメント（2019年12月31日時点）と比較できる。
2022年には、「私は現在のことを支持する」と呼ばれるNPCミームのバリエーションが普及した。『スレート誌』によると、このミームは主に政治的右派によって、「知覚された順応主義、軽薄さ、注意散漫」を持つリベラル派を嘲笑するために使用され、彼らは「ニュースからニュースへ、問題から問題へと盲目的に飛び移り、FacebookのプロフィールやTwitterの表示名を変更して、ニュースや評論を支配する『現在のこと』を『支持』する」とされた。現在のことには、2022年ロシアのウクライナ侵攻、エッセンシャルワーカー、女性の行進、火災後のノートルダム大聖堂などが含まれる。2022年3月、イーロン・マスクはこのミームのバージョンをツイートした。

## 特徴
外見上、NPCキャラクターは灰色で、通常背が低く、デザインがシンプルで、無表情な顔、三角形の鼻、空虚な視線を持つ。NPCの顔の形はウォジャックに似ており、粗く描かれている。
最初の「NPC」はノンプレイヤーキャラクターを指し、これはビデオゲームでプレイヤーが制御できないキャラクターを表す用語である。ノンプレイヤーキャラクターは典型的に、プレイヤーが近づくたびに同じ文を言うなど、単純で反復的な行動を通じてプレイヤーと相互作用する。例えば：「こんにちは！」や「最近の噂は何？」などである。そのため、NPCは「内面性、主体性、批判的思考の能力を持たず」、スクリプト化された台詞に依存し、自分で考えない。ノンプレイヤーキャラクターの類推に従い、NPCミームは、作者が内省、個人的意見、批判的思考を欠いていると認識する個人、一般的には政治的反対者を嘲笑するために使用される。NPCミームは政治的右派でより人気があるため、NPCは一般的に左派の立場をオウム返しにする者として描かれるが、左派と右派の両方のNPCバリエーションが存在する。

## メディアの報道
NPCミームは、大小のニュースメディアで取り上げられ、2018年秋のNPCの人気のピーク時には頻繁に報道された。『ザ・ヴァージ』によると、いくつかの記事（2018年10月16日に公開された『ニューヨーク・タイムズ』の記事を含む）が「ドミノ効果」を引き起こし、Twitter、YouTube、そして記事を通じてミームの拡散が増加した。

## 注目すべき出来事

### Twitterの大量凍結
2018年10月、ドナルド・トランプを支持する大規模なサブレディットr/The_Donaldのユーザーたち は、TwitterでNPCとして自己表現するアカウントの作成を調整した。『ザ・ウィーク』によると、これらのアカウントは「リベラルの宣言を模倣し挑発することを意図した、平凡で政治的に正しいメッセージ」を広めた。NPCのTwitterアカウントの大量作成に続いて、「NPC」という用語は24時間の間にTwitterで30,000回以上使用された。Twitterはこの出来事に対し、NPCとして自己表現する1,500以上のユーザーを凍結することで対応した。作成されたアカウントは一般的に、カラフルな髪や部分的に覆うマスクなど、わずかな修正を加えたNPCのプロフィール画像を使用していた。『ザ・ウィーク』と『ニューヨーク・タイムズ』が引用した1人以上の匿名の情報源によると、ユーザーたちは2018年アメリカ合衆国中間選挙を前に、「選挙に関する意図的に誤解を招く内容」に対するTwitterの利用規約違反で凍結された。NPCミームが2018年アメリカ合衆国中間選挙に関する誤情報を広めるために使用されたという主張は、『ザ・ヴァージ』、『BBCニュース』、『インデペンデント』 を含む他のニュース機関によっても報道された。BBCによると、TwitterのNPCアカウント削除の決定は多くの保守派を動揺させた。

### 看板の改変
2019年、NPCミームはアメリカの2つの既存の看板の改変に使用された。
2019年1月13日、保守的なストリートアーティスト集団「ザ・ファクション」は、アメリカのコメディアンビル・マーを特集したウェスト・ハリウッドの看板を、NPCミームを使用して改変した。
2019年2月19日、イギリスのコメディアンジョン・オリバーを特集したロサンゼルスの看板で同様の改変が行われ、オリバーの顔がNPCの顔に置き換えられ、「ラスト・ウィーク・トゥナイト・ウィズ・ジョン・オリバー」というテキストが「オレンジマン・バッド・ショー・ウィズ・ジョン・オリバー」に置き換えられた。改変された看板には「*マトリックス承認済みNPCプログラミング」というテキストと、「チートー」〔ママ〕や「ドランフ」などの言葉を含む緑色のテキストでランダムな記号を含むふきだしが、『マトリックス』で表示されるテキストに似た形で追加された。『デイリー・ドット』によると、「ザ・ファクション」の作とされるオリバーを特集した看板の改変は、メディアの所謂「トランプ妄想症候群」に対抗する試みであった。

### 2023年の刺傷事件
2023年3月22日、ワシントン州ミルクリークのダラー・ツリーで、11歳の少年が、29歳の男性を皮肉って「NPC」と呼んだ後に刺された、と報告された。